# Marcio Claudio Agripa
Marcio Claudio Agripa (en latín: Marcius Claudius Agrippa) fue un político y senador del Imperio Romano a principios del siglo III.
En 217 Agripa era gobernador de las tres provincias dacias (Tres Daciae). En 218 fue gobernador de la provincia Moesia Inferior.